# New Obscurantis Order
New Obscurantis Order — третий альбом французской симфоник-блэк-метал-группы Anorexia Nervosa, вышедший 29 октября 2001 года.

## Об альбоме
В этой работе, также как и в предыдущей, композиции были полны симфонизма, однако скорость исполнения была доведена музыкантами до предела. Кроме своего собственного материала группа Anorexia Nervosa включила в этот альбом два кавера: «Solitude» от Candlemass и «Metal Meltdown» от Judas Priest.

## Список композиций
1. «Mother Anorexia»
2. «Châtiment De La Rose» (англ. Chastisement of the Rose)
3. «Black Death, Nonetheless»
4. «Stabat Mater Dolorosa»
5. «Le Portail De La Vierge» (англ. The Virgin's Portal)
6. «The Altar Of Holocausts»
7. «Hail Tyranny» (кавер Рахманинова — Prelude in C# Minor op. 3 no. 2)
8. «Ordo Ab Chao — The Scarlet Communion»
9. «Solitude» (кавер Candlemass)(*)
10. «Metal Meltdown» (кавер Judas Priest)(**)

(*) только на виниловом и CD изданиях, выпущенных ограниченными тиражами.
(**) только на виниловом издании, выпущенном ограниченным тиражом.